# Harold Little
Harold Boyd Little (27. juli 1893 - 1958) var en canadisk roer som deltog i de olympiske lege 1924 i Paris.
Little vandt en sølvmedalje i roning under OL 1924 i Paris. Han var med på den canadiske otter som kom på en andenplads efter USA. Deltagerne på den canadiske otter bestod af Arthur Bell, Robert Hunter, William Langford, Harold Little, John Smith, Warren Snyder, Norman Taylor, William Wallace og Ivor Campbell som var styrmand.   